# 埃伊尔·耶兰
埃伊尔·耶兰（挪威語：Egil Gjelland，1973年11月12日—），挪威男子冬季两项运动员。他曾代表挪威参加1998年和2002年冬季奥林匹克运动会冬季两项比赛，共获得一枚金牌和一枚银牌。